# Chiritopsis bipinnatifida
Chiritopsis bipinnatifida är en tvåhjärtbladig växtart som beskrevs av Wen Tsai Wang. Chiritopsis bipinnatifida ingår i släktet Chiritopsis och familjen Gesneriaceae. Inga underarter finns listade i Catalogue of Life.